# Otto Ambros
Otto Ambros (19. květen 1901 – 23. červenec 1990) byl německý chemik a nacistický válečný zločinec, který se mj. angažoval ve vývoji nervových plynů, sarinu a tabunu. Po válce byl v následných norimberských procesech odsouzen za zločiny proti lidskosti za užívání otrocké práce vězňů koncentračního-vyhlazovacího tábora Osvětim III-Monowitz.

## Život

### Studia
Narodil se v roce 1901 v obci Weiden in der Oberpfalz. Jeho otec byl univerzitní profesor. Maturoval na střední škole v Mnichově, kde poté v roce 1920 pokračoval na univerzitě Ludwiga Maximiliana ve studiu chemie a zemědělství pod Richardem Willstätterem (laurelátem Nobelovy ceny). V roce 1925 studium zakončil doktorátem, o rok později nastoupil do firmy BASF v Ludwigshafenu, ale roce 1930 odjel na rok studia na Dálný východ.

### Kariéra

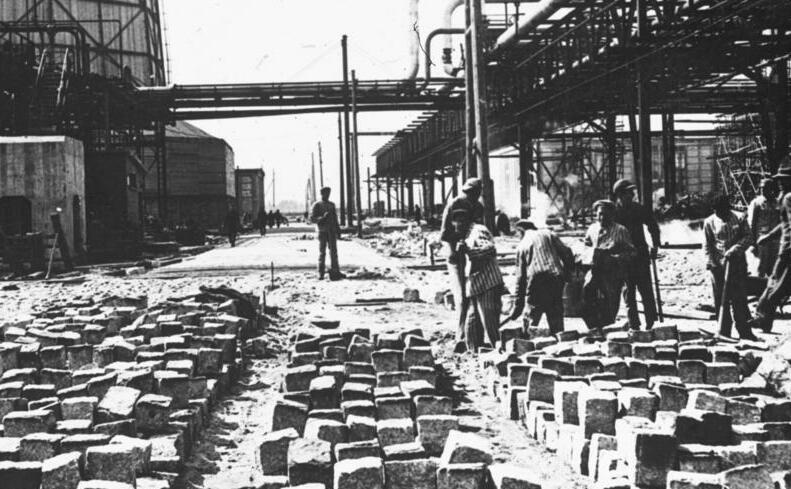
Vězni koncentračního tábora v Monowitzi, 1940

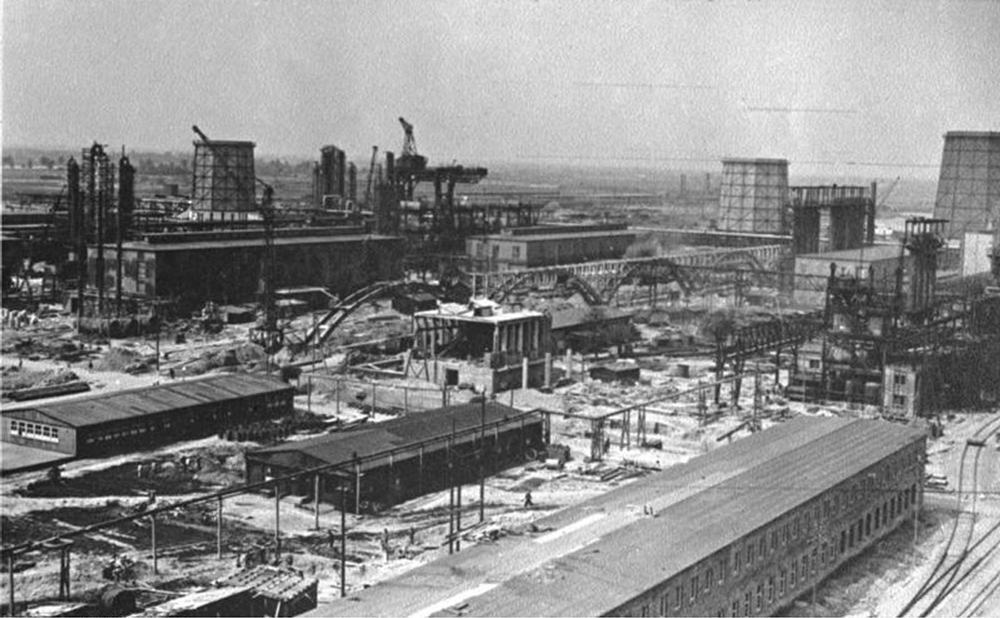
Továrna IG Farben Monowitz, zhruba 10 km od Osvětimi, ve výstavbě, 1942

V roce 1926 začal pracovat ve firmě BASF, která později (s dalšími továrnami a firmami) byla sloučena do koncernu IG Farben. V roce 1934 Ambros přešel do IG Farben, kde se již o rok později stal ředitelem továrny v Schkopau. Jeho divize IG Farben vyvíjela chemické zbraně, včetně nervového plynu sarinu (1938) a somanu (1944) a byl poradcem ředitele koncernu, Dr. Carla von Kraucha. Ambros též vedl továrnu v Dyhernfurthu, která vyráběla další nervový plyn – tabun, a v továrny v Gendorfu, která vyráběla yperit (též hořčičný plyn, použitý v 1. světové válce). Dyhernfurthská továrna používala otrockou práci 3 tisíc vězňů koncentračního tábora, jak na stavbu a provoz továrny, ale též jako pokusný materiál. V roce 1944 byl Ambros honorován rytířským válečným křížem za zásluhy. Na začátku 40. let Ambros pracoval na vedoucí pozici v továrny na výrobu gumy IG Buna Werke v komplexu vyhlazovacího tábora Auschwitz-Birkenau, pobočce Monowitz, která pro svou výstavbu a provoz používala vězně koncentračního tábora.
V roce 1946 byl Ambros zadržen americkou armádou a v roce 1948 byl v procesu s IG Farben (v rámci následných norimberských procesů) odsouzen k 8 letům odnětí svobody ve věznici v Landsbergu, kde si nakonec odseděl polovinu trestu a byl propuštěn na začátku roku 1952.
Po propuštění se stal poradcem společností jako W. R. Grace, Dow Chemical stejně jako Chemical Corps americké armády, ale též poradce kancléři Konrada Adenauera. Krom toho pomáhal společnosti Chemie Grünenthal (později Grünenthal GmbH) ve vývoji thalidomidu.